# Batrachyla fitzroya
Batrachyla fitzroya är en groddjursart som beskrevs av Néstor G. Basso 1994. Batrachyla fitzroya ingår i släktet Batrachyla och familjen Ceratophryidae. IUCN kategoriserar arten globalt som sårbar. Inga underarter finns listade.